# Comitato dei nove
Il comitato dei nove (dei sette al Senato), nel corso dei lavori in aula della Camera dei deputati, svolge il primo esame degli emendamenti e dei sub-emendamenti relativi a un progetto di legge.
Il comitato è nominato dalla commissione competente per materia in modo da garantire la partecipazione della minoranza. Esso si riunisce con la partecipazione del presidente della commissione competente per materia e ha il compito di: esaminare gli emendamenti e sub-emendamenti; formulare, per il tramite del relatore, il parere della commissione sugli stessi; provvedere, qualora ne ravvisi l'opportunità, a proporre modificazioni degli emendamenti e sub-emendamenti o a elaborarne nuovamente il testo. Sia alla Camera che al Senato la commissione competente, rispettivamente attraverso il comitato dei nove o dei sette, può presentare emendamenti e sub-emendamenti fino al momento immediatamente precedente l'inizio della votazione dell'articolo cui si riferiscono.